# Курата, Ясухару
Ясухару Курата (яп. 倉田 安治 Курата Ясухару, род. 1 февраля 1963, Сидзуока) — японский футболист, защитник, и тренер.

## Карьера
На протяжении своей футбольной карьеры выступал за клубы «Хонда», «Ёмиури».

## Национальная сборная
С 1986 по 1987 год сыграл за национальную сборную Японии 6 матчей.

## Статистика за сборную
| Сборная Японии | Сборная Японии | Сборная Японии |
| Год            | Матчи          | Голы           |
| -------------- | -------------- | -------------- |
| 1986           | 1              | 0              |
| 1987           | 5              | 0              |
| Итого          | 6              | 0              |

## Достижения
- Джей-лиги; 1991/92